# Francis Wurtz

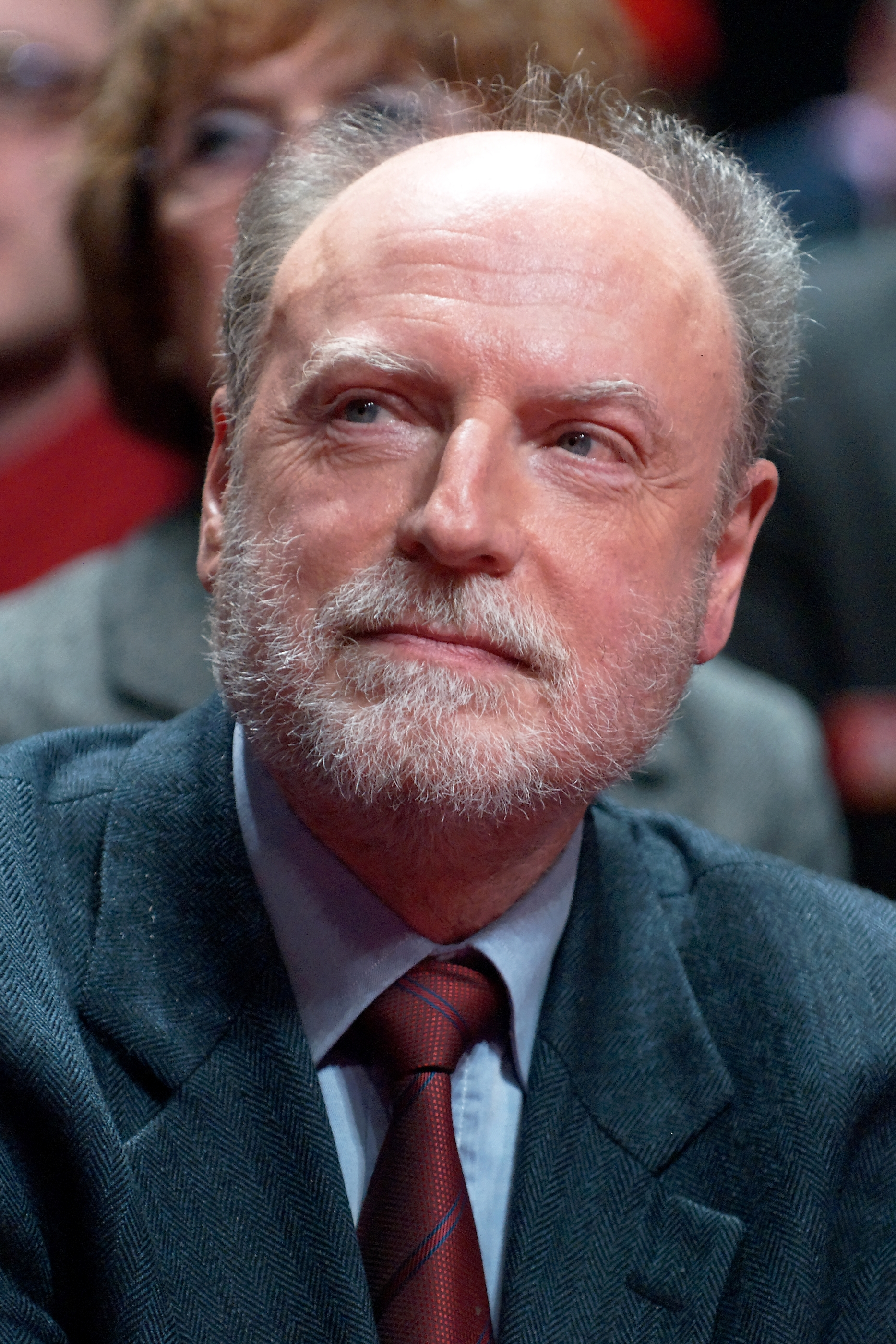
Francis Wurtz (2009)

Francis Wurtz [vyʁts] (* 3. Januar 1948 in Straßburg) ist ein Politiker der Kommunistischen Partei Frankreichs (PCF). Er gehörte seit der ersten Direktwahl 1979 dem Europäischen Parlament an und war von 1999 bis zu seinem Ausscheiden aus dem Europäischen Parlament 2009 Vorsitzender der Fraktion der Vereinten Europäischen Linken/Nordische Grüne Linke.

## Ausbildung, Beruf und Arbeit für die PCF
Francis Wurtz erlangte 1968 einen Universitätsabschluss in Literaturwissenschaft und arbeitete von 1969 bis 1973 als Lehrer an einer staatlichen Schule. 1973 wurde er hauptberuflicher Funktionär der PCF und deren Sekretär im Département Bas-Rhin. Er behielt diesen Posten drei Jahre und arbeitete anschließend im Generalsekretariat der PCF als Mitarbeiter von Georges Marchais. Mit seiner Wahl in das Europäische Parlament 1979 wurde er Mitglied im Zentralkomitee der PCF. 1982 verließ er das Generalsekretariat der PCF und wurde zum Sekretär des von Georges Marchais geleiteten Komitees für die Verteidigung der Freiheiten und der Menschenrechte in Frankreich und in der Welt ernannt. 1990 trat er in das Politbüro der PCF ein und wurde von 1992 bis 1999 mit der Leitung der internationalen Abteilung der PCF betraut. 2004 wirkte er am Zusammenschluss der Europäischen Linken mit. In der PCF gehörte er zu denjenigen, die sich für die innerhalb der Partei umstrittene Europäische Linke einsetzten. Er schreibt außerdem für L’Humanité.

## Parlamentarische Arbeit
1979 wurde Wurtz in das Europäische Parlament gewählt und 1984, 1989, 1994, 1999 und 2004 jeweils wiedergewählt. Er war damit der einzige französische Europaabgeordnete, der seit der ersten Direktwahl des Europäischen Parlaments 1979 ohne Unterbrechung dem Parlament angehörte. 1994 war er Spitzenkandidat der PCF bei der Europawahl und führte 1999 die PCF-Liste der Île de France an. Seit 1999 war er Vorsitzender der Fraktion der Vereinten Europäischen Linke/Nordische Grüne Linke. 2004 kandidierte er für das Amt des Präsidenten des Europäischen Parlaments und erhielt 51 Stimmen. Er engagierte sich gegen die Dienstleistungsrichtlinie von Kommissar Frits Bolkestein und gehörte der Konferenz der Präsidenten sowie der parlamentarischen Versammlung Europa–Lateinamerika an. 2009 trat er zur Europawahl nicht mehr an. In seinem Wahlkreis ist die PCF seit dieser Wahl mit dem im Rahmen der Wahlplattform Front de gauche gewählten Patrick Le Hyaric im Europäischen Parlament vertreten.

## Werke
- Le révélateur africain (Messidor, 1990)
- Un monde à changer (Scandéditions, Juni 1993)